# Ammophila femurrubra
Ammophila femurrubra là một loài côn trùng cánh màng trong họ Sphecidae, thuộc chi Ammophila. Loài này được W. Fox miêu tả khoa học đầu tiên năm 1894.